# هارتموت وایس
هارتموت وایس (انگلیسی: Hartmut Weiß؛ زادهٔ ۱۳ ژانویهٔ ۱۹۴۲) بازیکن فوتبال اهل آلمان است.
از باشگاه‌هایی که در آن بازی کرده‌است می‌توان به باشگاه فوتبال اشتوتگارت و باشگاه فوتبال آینتراخت برانشوایگ اشاره کرد.